# 築港 (小樽市)
築港（ちっこう）は、北海道小樽市の地名。

## 概要
1999年のマイカル小樽（現在のウイングベイ小樽）開業から、小樽市のウォーターフロントとして再開発が進んでいる地区。人口減が続く小樽市だが、築港地区は高層マンション建設により人口が大きく増加している。平成22年国勢調査では前回からの町別増加率、増加数とも市内で最も高かった。平坦な埋立地を利用して大規模なショッピングセンターなどが建設されている。また、JR用地で済生会小樽病院が開院し、医療分野でも市の中核となる。
地区内に小樽築港駅や小樽港フェリーターミナルがあり、札樽自動車道小樽ICにも近く、交通の要衝としての性格もあわせもっている。

## 地理
小樽市街地東部に位置し、ほぼ全域が平坦な埋立地となっている。地区東端には平磯岬がある。
南側は国道5号や函館本線を挟んで若竹町、勝納町に接している。また、勝納川河口部の第二期運河（勝納運河）を挟んで有幌町に接している。

### 河川
- 勝納川

## 交通

### 鉄道
北海道旅客鉄道（JR北海道）
- 函館本線小樽築港駅

### 路線バス
- 北海道中央バス - 札樽線 (北海道中央バス)、おたもい営業所、真栄営業所
- ジェイ・アール北海道バス - 札樽線 (ジェイ・アール北海道バス)

### 道路
高速自動車国道
- 札樽自動車道小樽IC（勝納町に所在）

一般国道
- 国道5号

北海道道
- 北海道道17号小樽港線

### 港湾
小樽港（重要港湾）
- 勝納埠頭
- 新日本海フェリー小樽港フェリーターミナル
  - 小樽 - 舞鶴航路 毎日運航
  - 小樽 - 新潟航路 火～日曜運航
  - 小樽 - 敦賀航路 特定日運航
- 小樽港マリーナ
- 第二期運河（勝納運河）

## 施設

### 官公庁
- 小樽警察署築港交番
- 北海道開発局小樽開発建設部
  - 小樽港湾事務所
  - おたるみなと資料館
- 北海道立地質研究所海洋地学部（海洋科学研究センター）
- 小樽市勝納漕艇研修センター

### 公共施設
- 市民劇場ヲタル座
- 築港臨海公園・築港広場公園

### 郵便局
- ウイングベイ小樽内郵便局

### 医療機関
- 北海道済生会小樽病院

### 名所・観光スポット
- ウイングベイ小樽
- 新南樽市場
- 石原裕次郎記念館
- 新倉屋総本舗